# Manuel Hedilla
Manuel Hedilla Larrey (Ambrosero, 18 juli 1902 – Madrid, 4 februari 1970) was een Spaans falangistisch politicus. Manuel Hedilla was afkomstig uit een arme familie. Hij was aanvankelijk automonteur. Hij werd in 1934 lid van de Falange Española de las JONS van José Antonio Primo de Rivera. 
Na de terechtstelling van José Antonio op 20 november 1936 door de republikeinen, werd Hedilla door de partijbestuurders van de FE de las JONS in de nationalistische zone tot tijdelijk voorzitter van de partij benoemd. Op 18 april 1937 werd Manuel Hedilla jefe nacional ('nationaal leider') van de FE de las JONS. In die functie keerde hij zich tegen Franco's voornemen om de Falange te laten fuseren met de carlisten en de Renovación Española (aanhangers van ex-koning Alfons XIII van Spanje). Met behulp van Franco-gezinde elementen binnen het partijbestuur van de FE de las JONS, werd Hedilla drie dagen na zijn aanstelling als jefe door Franco aan de kant geschoven door middel van een interne partij-coup. De FE de las JONS ging de fusie aan en heette sindsdien (tot 1976) Falange Española Tradicionalista y de las JONS. Hedilla werd daarna gevangengenomen en verbannen. In 1946 werd hij in vrijheid gesteld en ging bij een luchtvaartmaatschappij werken, waarna hij een oppositionele en authentieke Falange stichtte (samen met Narciso Perales).